# Біла масть

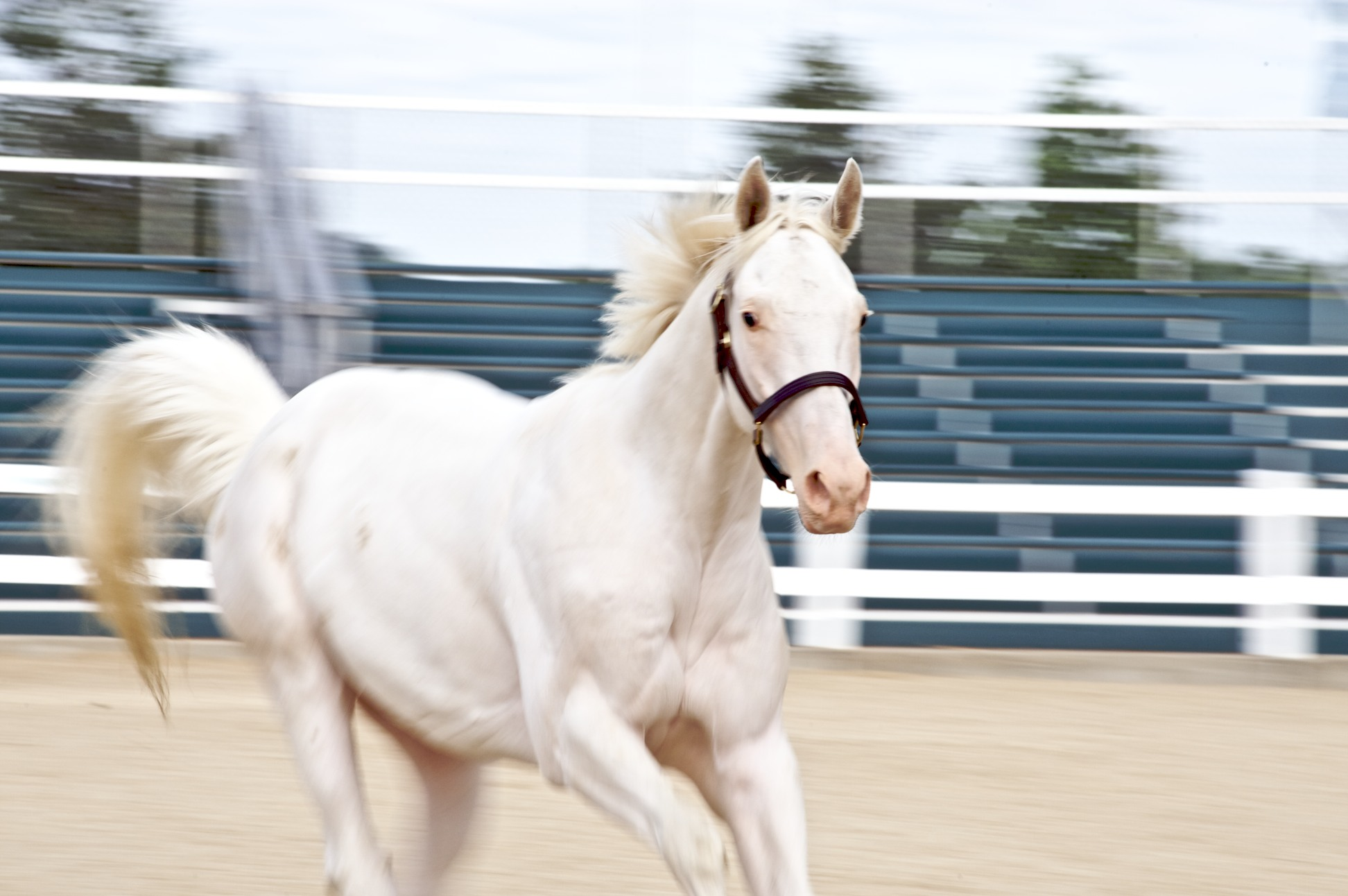
Чистокровний верховий кінь білої масті.

Б́іла масть — одна з похідних мастей коней, що виникла внаслідок генетично обумовленого явища депігментації коней. Лошата білої масті народжуються одразу білими, з депігментованими шкірою, копитним рогом, шерстю та волоссям, зрідка з невеликими відносно тулуба залишками пігменту на тілі, колір таких ділянок визначений палітрою базової масті.

## Опис

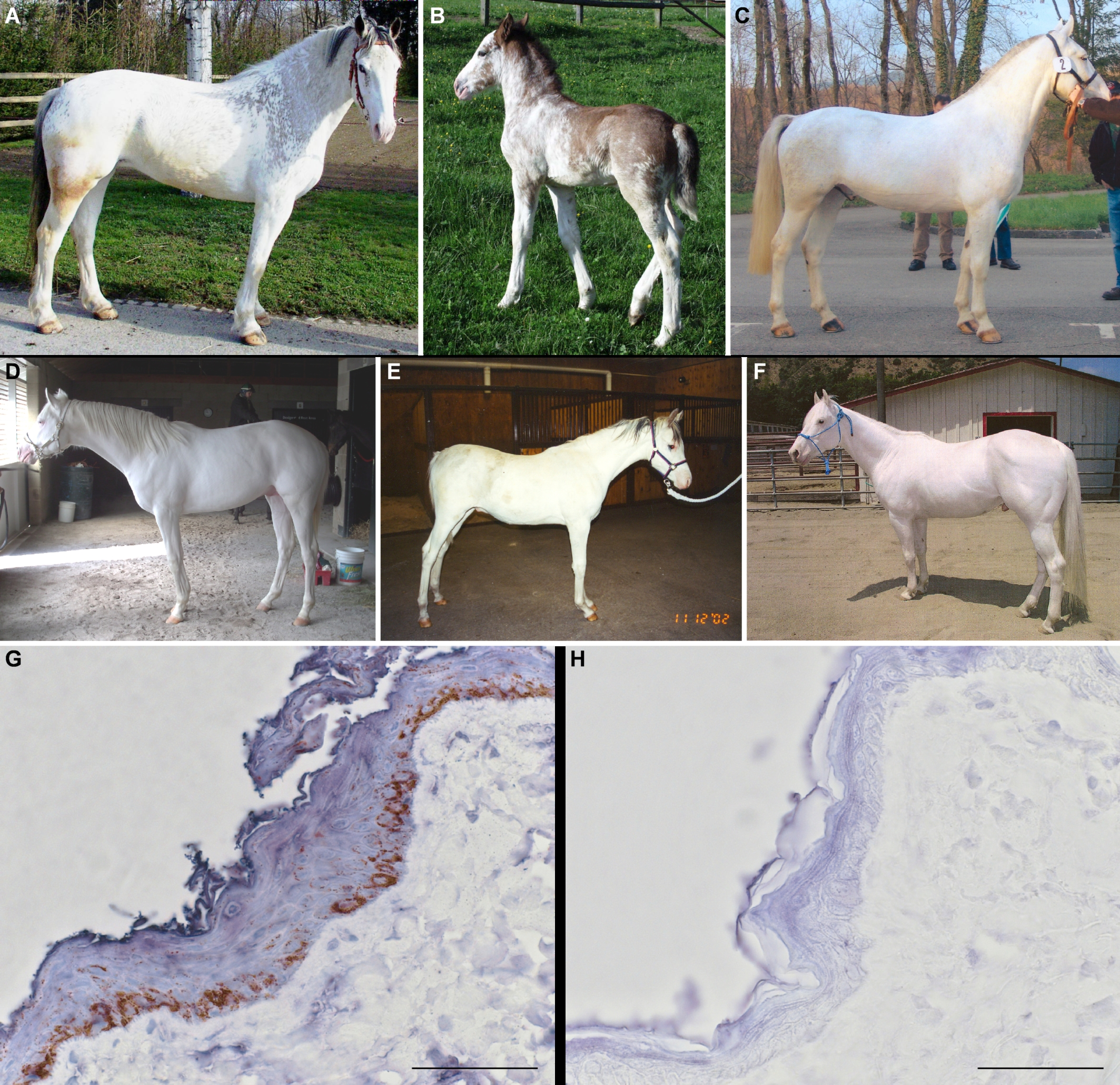
Приклади білої масті у коней різних порід (A-F), імуногістохімічні дослідження (G, H).

### Головні ознаки
- Близько 85% і більше поверхні шкіри коня рожевого кольору, що означає візуальну відсутність пігменту в ній від народження.
- Близько 85% і більше волосяного покриву коня - шерсті та волосся припадає на повну депігментацію, тобто білий колір шерсті та вибілене захисне волосся, що може трохи відрізнятись від кольору білого аркушу паперу в сторону пожовтіння, у зв'язку з фізичними властивостями будови волосся.
- Очі забарвлені у будь-який природний колір, найчастіше горіховий (темний колір очей за умовчуванням, визначений диким типом або пігментацією базових мастей коней), рідше блакитний (депігментовані очі) чи гетерохромний (очі різного кольору, секторно або поодиноко депігментовані).
- Типовим проявом білої масті також вважають наявність пігменту навколо очей (так званий «мейкап» ефект, підводка очей) та у внутрішній частині вух, що можливо пов’язано з захисною роллю меланінів у тварин і видоспецифічним направленням синтезу пігменту на ембріональній стадії розвитку коней.

### Типові помилки
Біла масть є узагальненою назвою для ряду генетичних та фенотипових особливостей коней, і її доволі часто плутають з проявом альбінізму. Альбінізм є сукупністю захворювань пов'язаних з частковою або тотальною депігментацією, амеланізмом, гіпомеланізмом і їх наслідків на живий організм, а не лише особливістю пігментації тварин. Оскільки коні білої масті не мають відповідних захворювань, то їх не називають альбіносами. До того ж, до окремої категорії мастей коней - білої масті - не відносять:
- Рябу масть та білі відмітини – незважаючи на можливість однакової генетичної природи рябої, білої масті та білих відмітин – фенотип все одно прийнято відмежовувати з метою уникнення невідповідності візуального прояву з його письмовим описом, для існування обґрунтованої візуальної ідентифікації кожного представника виду Equus ferus.
- Сіру масть – сірі лошата не народжуються білими, а шкіра залишається темною, особливо для представників з такими базовими мастями як гніда, ворона, руда, булана, солова тощо, що дає можливість однозначно встановити різницю між цими мастями.
- Ізабелову масть – навіть для найсвітліших відтінків ізабелової масті характерна видимість білих відмітин на фоні цієї масті, тобто світло-бежевий колір або колір топленого молока, що відрізняється від кольору повністю депігментованих областей, і свідчить про наявність різниці між механізмами пігментації цих мастей.
- Чубару масть – через генетичні особливості передачі спадкової інформації, ці масті також суттєво відрізняються механізмами формування та розподілу пігментів по тілу.

## Поширення

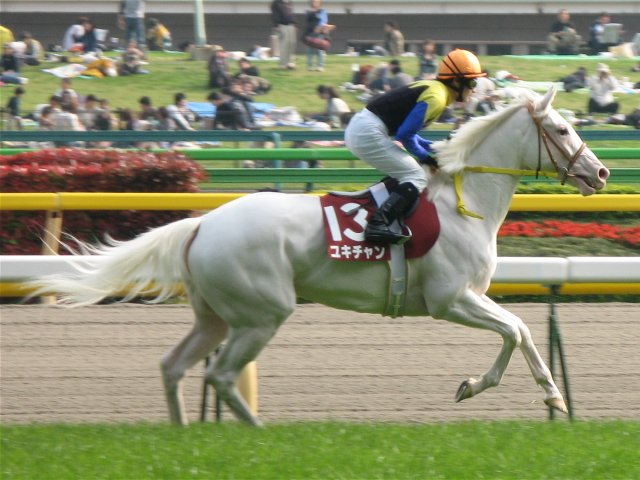
Кобила чистокровної верхової породи білої масті.

Біла масть є в наступних породах коней: американський квотергорс, американський рисак, чистокровний арабський, гольштинський, ісландський, камарільйо, марварі, ольденбурзький, орловський рисистий, пейнтхорс, чистокровний верховий, фрейбергерський, хафлінгер, японський ваговоз, а також у всіх інших породах, для яких характерні комбінації різних типів візуальної депігментації - генетично визначених білоплямистих, барвистих, обрамлених та ляпкових представників.

## Ген White

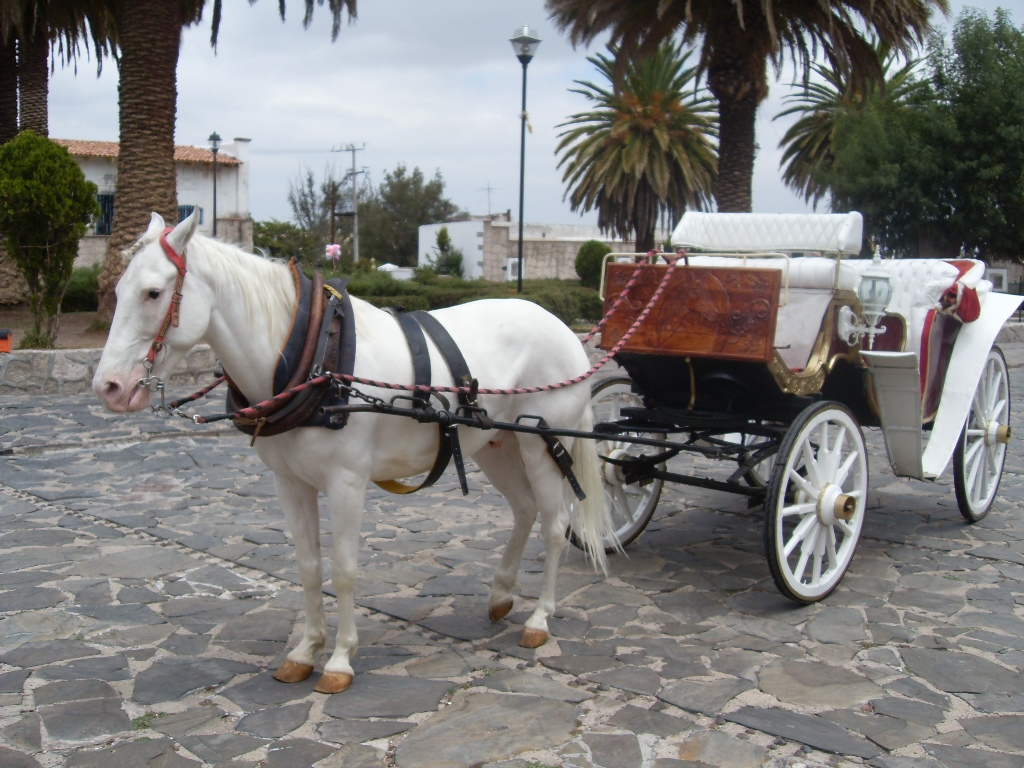
Кінь білої масті.

Найчастіше фенотип білих коней пояснюється терміном «біла плямистість» (раніше відомий як "dominant white", зараз це "white spotting" з англійської), що був запропонований рядом вчених в сфері генетики тварин. Це явище, що відповідає одночасно за білі відмітини, рябу і білу масті коней, тобто за депігментацію в цілому. Проте алелів генів, і самих генів, що можуть призвести до подібного візуального прояву у коней набагато більше. Згідно американської класифікації мастей коней явищу депігментації присвоєно різні назви, що виходять з відповідних наукових досліджень, існує як мінімум 3 типи класифікації білих відмітин, рябої та білої масті коней. За білоплямистий тип депігментації коней відповідають 27 відомих мутацій алелей White гену KIT, мутація Sabino гену KIT та інші невиявлені досі мутації. Біла масть може з’явитися в будь-якій породі коней від будь-яких за мастями батьків внаслідок спонтанного мутагенезу, тобто мутації призводять до появи депігментованих областей на тілі коней. Пояснюється це тим фактом, що усі масті коней окрім дикого типу є наслідками мутацій. Також існує думка, що ген KIT, що у більшості випадків відповідає за білу масть у коней є сам по собі мутагенним, тобто мутує частіше за інші гени.

## Символізм
Білі коні мають особливе значення в міфологіях культур у всьому світі. Вони часто асоціюються із колісницею сонця, героями-воїнами, родючістю (як білі кобили, так і білі жеребці) або із рятівником кінця часу, але існують і інші тлумачення. І істинно білі коні білої масті, і більш поширені майже білі коні сірої масті, за різними релігійними та культурними традиціями претендують на звання білих коней. У кельтській міфології Ріаннон, міфічна постать у збірці легенд про Мабіногіон, їде на «блідо-білому» коні. Через це вона ототожнюється з романо-кельтською богинею родючості коней Епоною та іншими прикладами шанування коней у ранній індоєвропейській культурі. У грецькій міфології білий крилатий кінь Пегас був сином Посейдона і горгони Медузи. В гунів під час церемонії присягання пили кров священного білого коня, змішану з вином. Білі коні багато разів з’являються в індуїстській міфології та зображені стоячими на сонці. Ведична жертва коня Ашхамедха була ритуалом родючості, що передбачала жертву священного сірого або білого жеребця. Подібні ритуали, можливо, мали місце серед римських, скіфських, кельтських та скандинавських людей, але описи не настільки повні. За індійською міфілогією у Пуранах одним з стародавніх і цінних символів вважається Учхайхшравас, семиголовий літаючий кінь білосніжного кольору, що виник за часів збивання молочного океану. Гаягріва, Аватар Вішну, шанується індуїстами як Бог знань і мудрості, зображений з тілом людини і головою коня блискучого білого кольору, з білим одягом і сидячим на білому лотосі. Калкі, десяте втілення Вішну і остаточний спаситель світу, як передбачається в індуїстській міфології, з'явиться верхом на білому коні, або у вигляді білого коня. У буддизмі Кантхака був білим конем, який був королівським слугою і улюбленим конем принца Сіддхартхи, який згодом став Буддою Ґаутамою.

Коні білої масті у живописі.
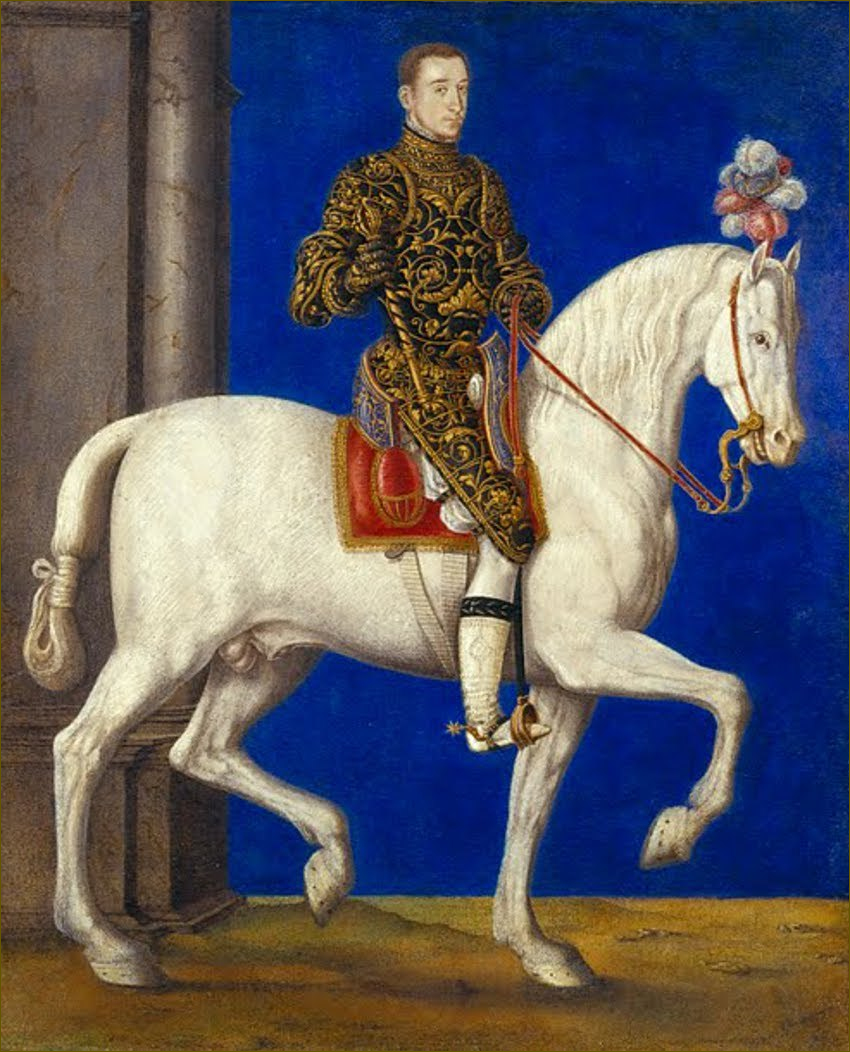
Кінний портрет дофіна Генріха II, 1543, Франсуа Клуе.
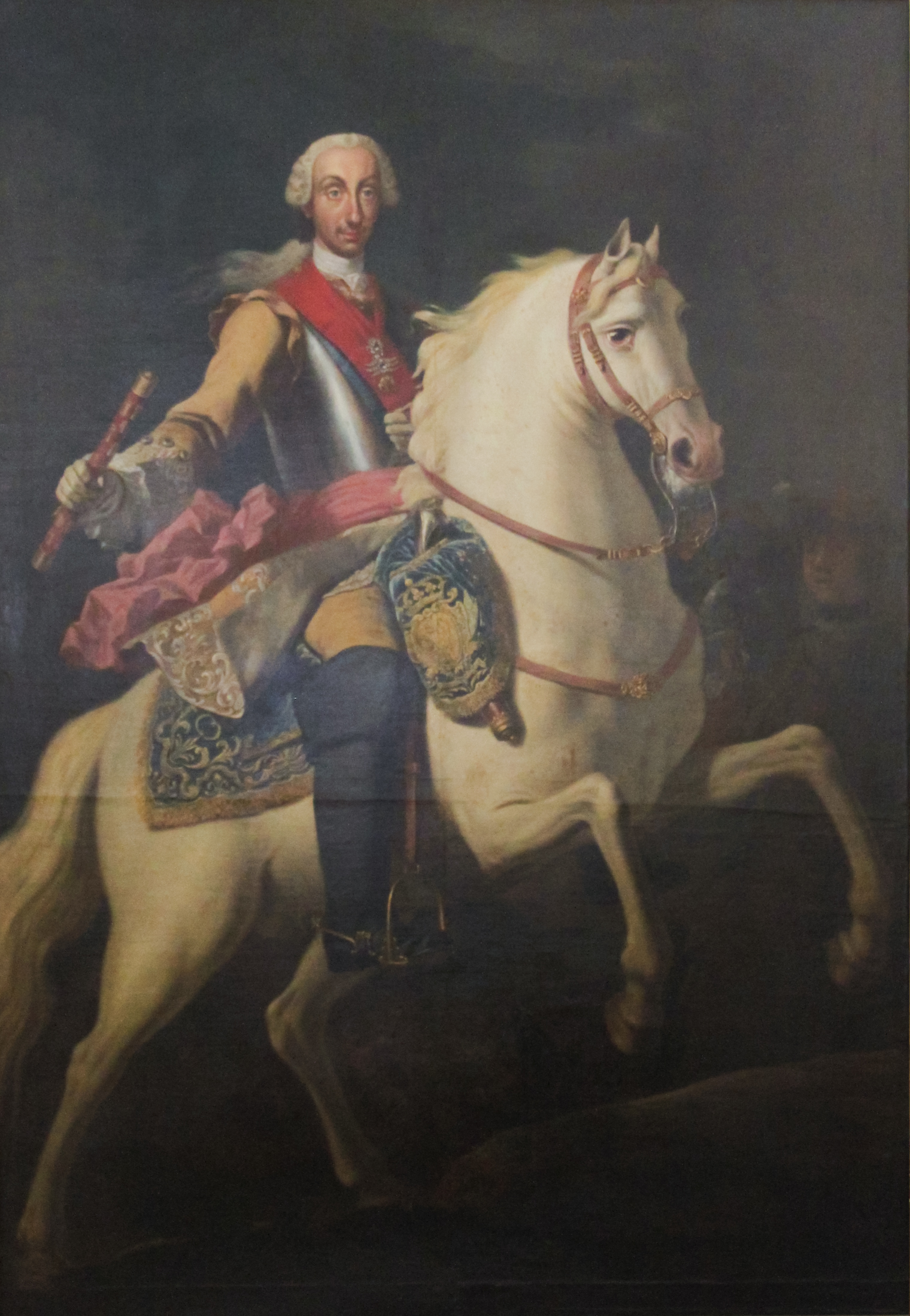
Карл III (король Іспанії), 18 cт., французький живописець Шевальє Антуан де Фаврей.
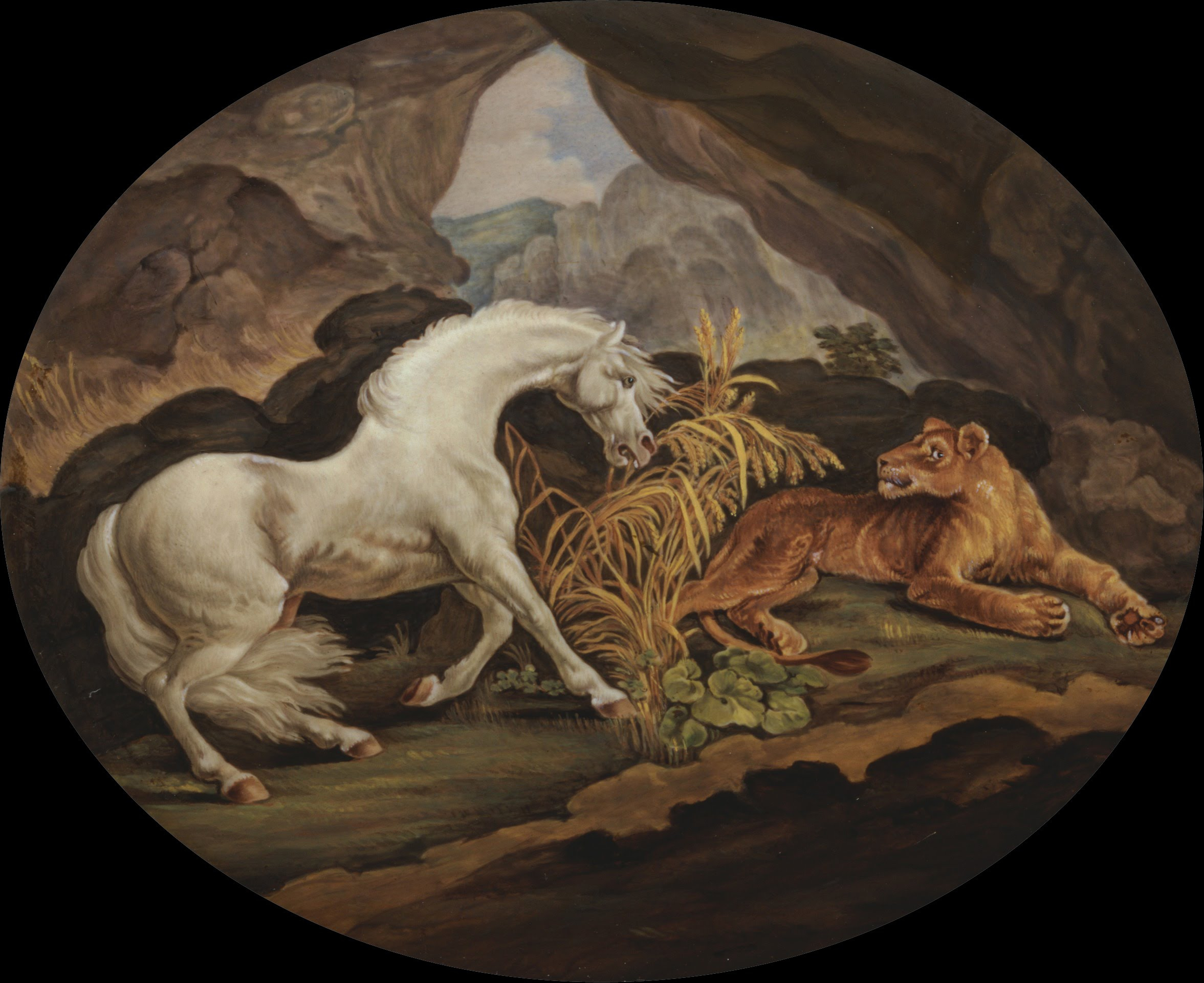
Кінь, наляканий левицею, 1800, невідомий художник.
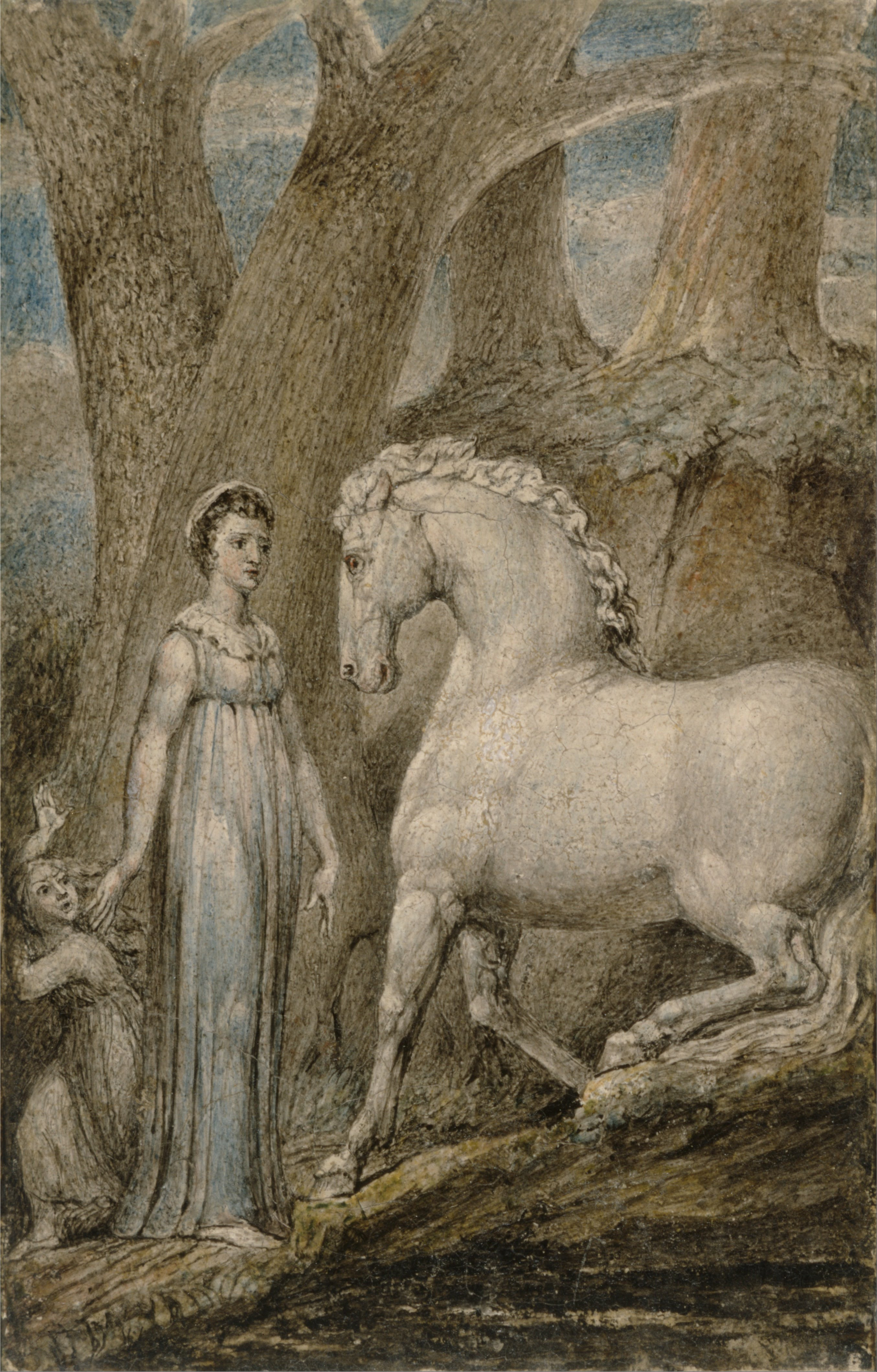
Кінь, 1805, Вільям Блейк.
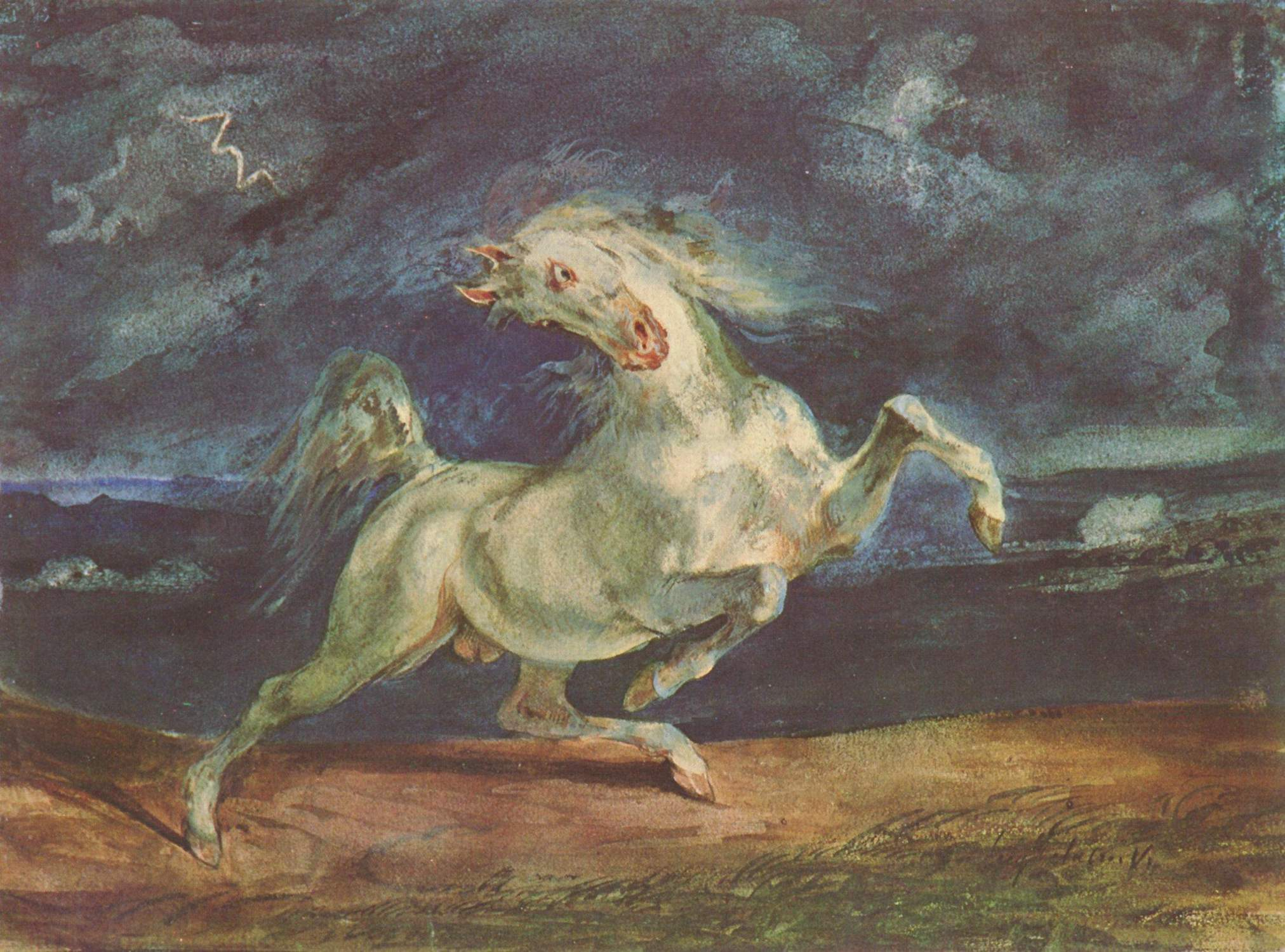
Кінь, наляканий штормом, 1824, Ежен Делакруа.
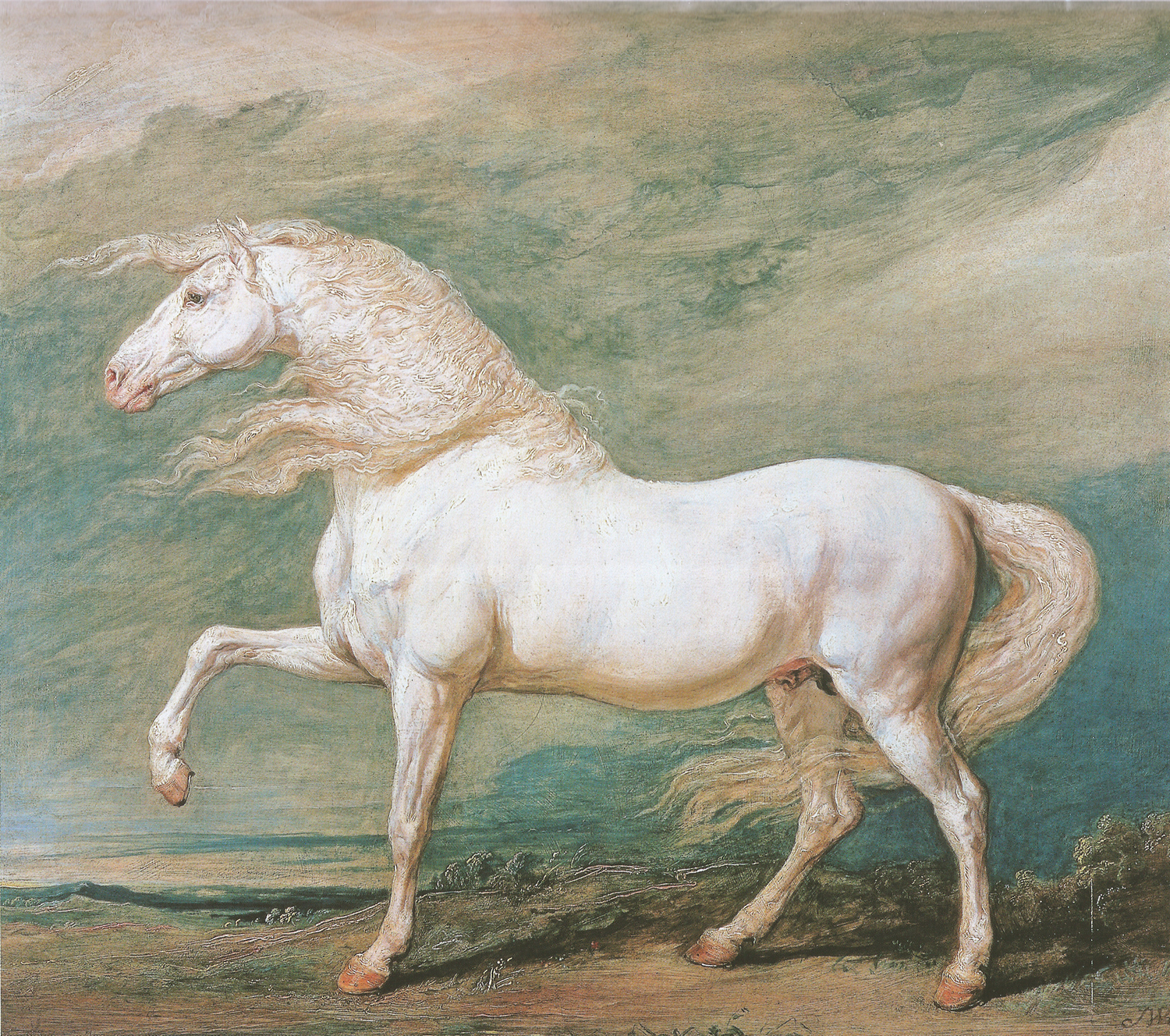
Адоніс, улюблений кінь короля Георга III, 1826, Джеймс Ворд.
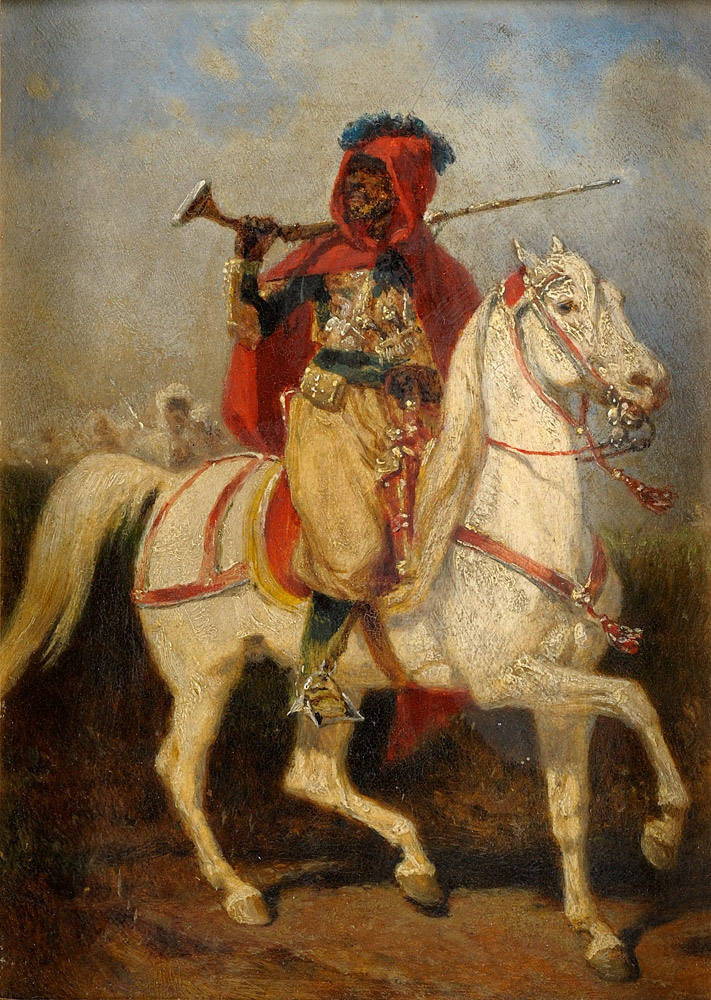
Кінний портрет Карла XV, 1860, шведський художник Карл Фредрік Кірбо.
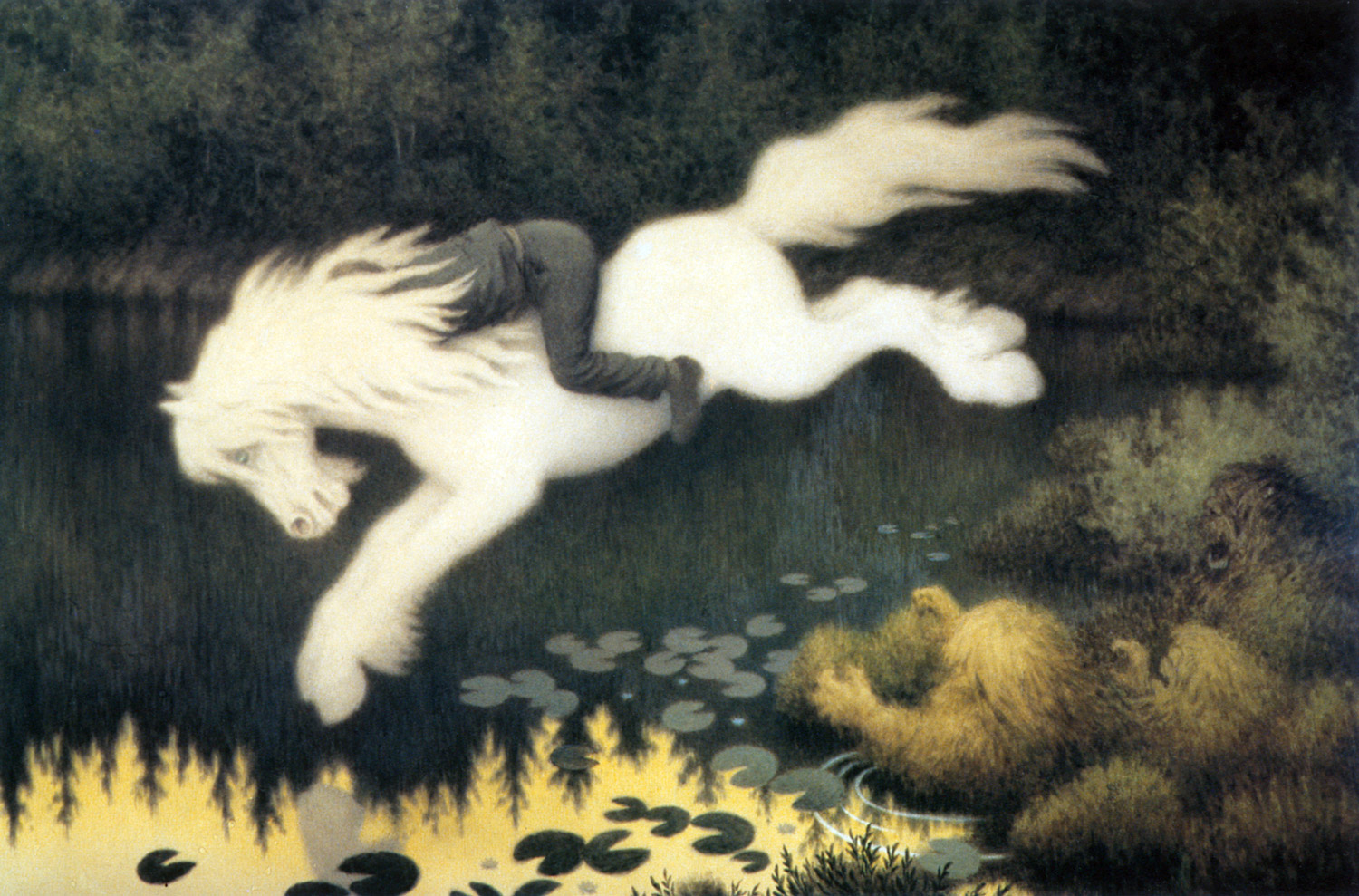
Хлопчик на білому коні, 1890-1909, Теодор Кіттельсен.
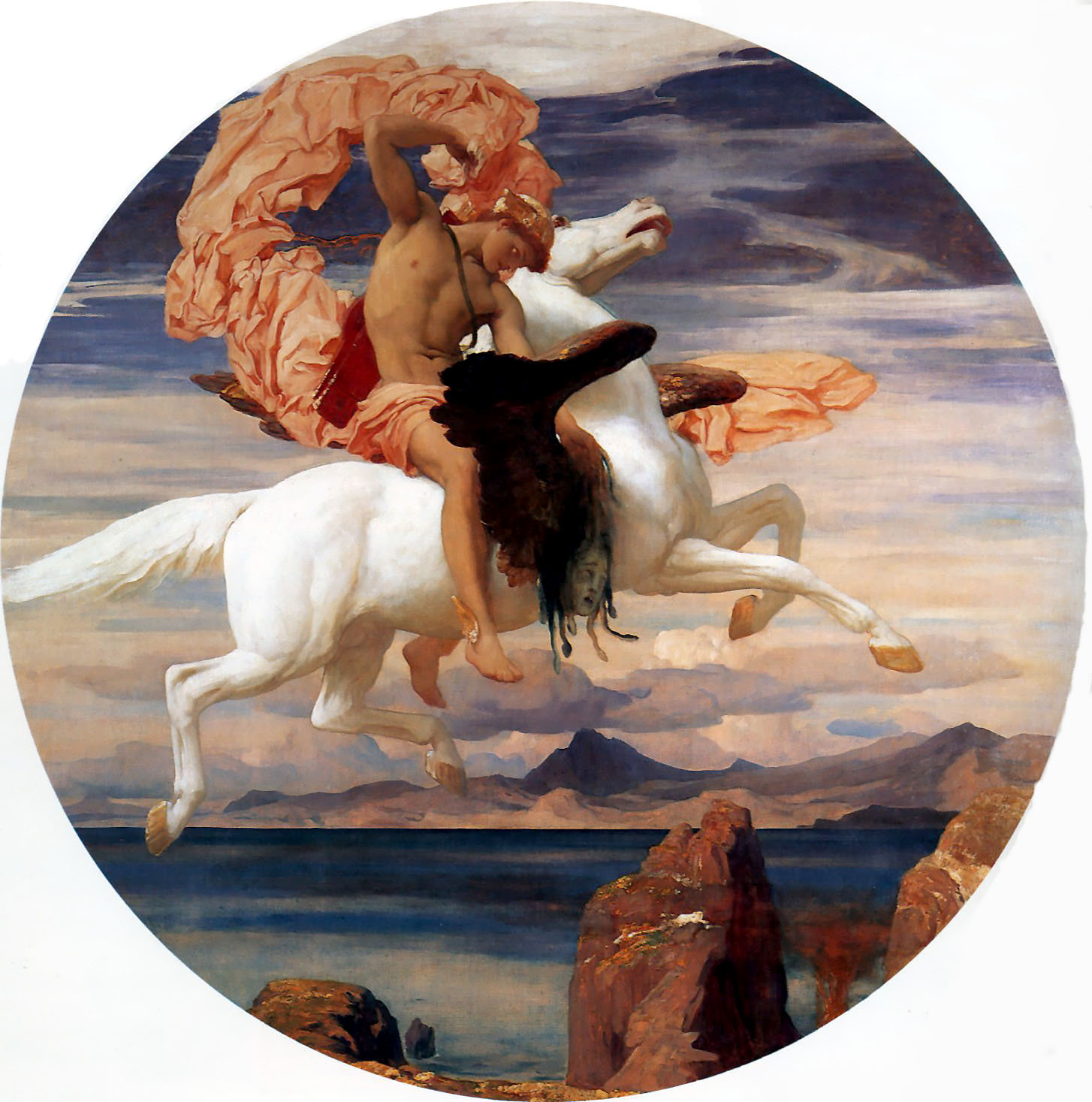
Персей на Пегасі, поспішає на порятунок Андромеди, 1896, Фредерік Лейтон.
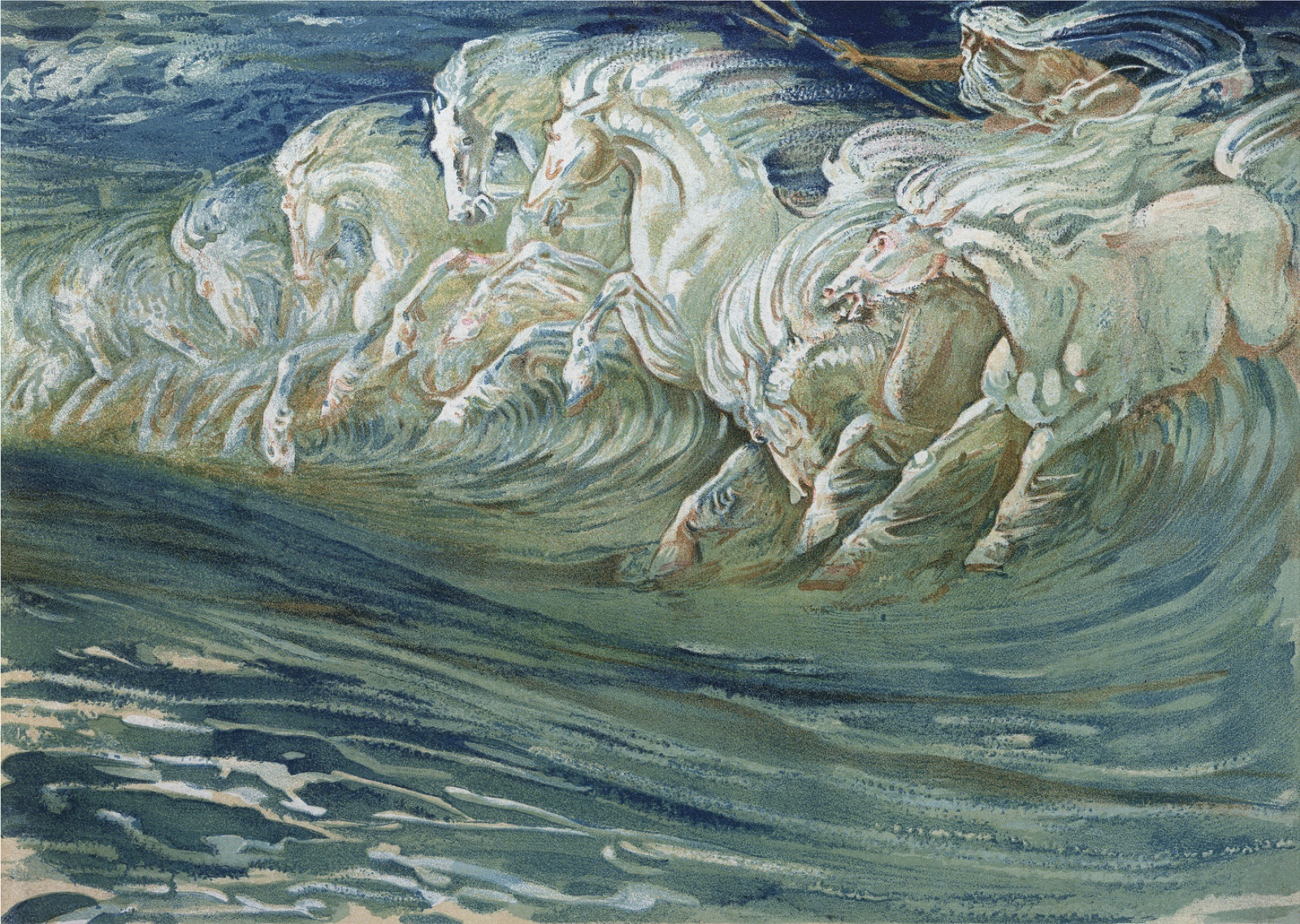
Коні Посейдона, 1910, Уолтер Крейн.